# Schatten der Weltstadt
Schatten der Weltstadt ist ein deutsches Stummfilm-Kriminalmelodram aus dem Jahre 1925 von Willi Wolff mit seiner Ehefrau Ellen Richter in der weiblichen Hauptrolle. Die männlichen Hauptrollen spielen Walter Janssen und Alfred Gerasch.

## Handlung
Während eines rauschenden Festes in einem hochherrschaftlichen Palais sind auch das Ehepaar Olly und Henry Bernard anwesend. Während Henry offensichtlich sehr angespannt wirkt, aber dennoch geradezu unterwürfig freundlich zu seinem Chef ist, verhält sich Olly als gute Gastgeberin. Niemand weiß, dass sie unter dem großen Druck ihres Gatten steht, der unbedingt Karriere machen will. Und dafür ist er auch bereit, seine Gattin einzusetzen, notfalls mit brutalem Nachdruck, wenn sie nicht so wie er wollte. Als sein Vorgesetzter zum Aufbruch bereit ist, spricht dieser noch kurz zuvor Olly unter vier Augen an und sagt, ob es dabei bliebe, sich wenig später in ihrem Boudoir zu treffen. Sie sagt ja, scheint aber mit diesem „Arrangement“ nicht sehr glücklich. Längst hat sich Olly Bernard ihrem Gatten entfremdet und in dem Journalisten Felix Granier einen Herzensmenschen gefunden, den sie zu lieben beginnt. Felix will Olly aus den Klauen des skrupellosen Henry befreien und sticht diesen mit einer Schere in den Rücken nieder. Automatisch fällt der Verdacht auf die Ehefrau Olly Bernard.
Es kommt zum Prozess, bei dem Olly des Mordes angeklagt wird. Doch die Beweislast ist dünn, und so wird die Witwe wegen Mangel an Beweisen freigesprochen. Ihr Umfeld sieht ihre Unschuld mitnichten erwiesen, und Olly Bernard wird weiterhin als Mörderin gebrandmarkt, der man lediglich die Tat nicht nachweisen kann. Olly will ihr altes Leben zurück, und dies bedeutet, dass die von der Gesellschaft Geächtete selbst ihre Unschuld beweisen muss. So verkleidet sie sich als Dirne und taucht in die titelgebenden Schatten der Weltstadt, der armseligen Gassen und verkommenen Kaschemmen, ab, um in diesen sozialen Abgründen auf eigene Faust zu recherchieren. Es stellt sich heraus, dass Granier Olly von ihrem tyrannisch-rücksichtslosen Gatten befreien wollte und daher einen Mann gedungen hatte, der für ihn diese Bluttat verübt. Um Olly endgültig vom Makel, eine Gattenmörderin zu sein, zu befreien und ihren Ruf wiederherzustellen, gesteht Felix Granier, die Tat begangen zu haben.

## Produktionsnotizen
Schatten der Weltstadt passierte die Filmzensur am 9. November 1925, wurde zehn Tage später in Berlins Tauentzienpalast uraufgeführt. Die Länge des mit Jugendverbot belegten Fünfakters betrug 2736 Meter.
Die Filmbauten gestalteten Hans Sohnle und Otto Erdmann. Die Aufnahmeleitung übernahm Max Paetz, Dietrich-Gatte Rudolf Sieber war Wolffs Regieassistent.

## Kritiken
Wiens Tagblatt stellte in diesem Film den Gegensatz gezeigter „Bilder grausigster Verzweiflung und Bilder prunkvollsten Lebensgenusses“ heraus, konstatierte an anderer Stelle in den Gerichtsszenen „herzzerreißende Bilder von der Verhandlung“ und lobte im Übrigen die Leistung der Hauptdarstellerin: „Ellen Richter spielt die Hauptrolle mit bezwingender Schauspielkunst.“.
Im Grazer Tagblatt steht geschrieben: „Wenn Kriminaldramen vor allem den Zweck befolgen, den Zuschauer in aufregender Spannung zu erhalten, und ihn durch einen geistreichen und unerwarteten Schluss zu verblüffen, so entspricht der Film durchwegs dieser Absicht. Zur feinverschlungenen Handlung und zur schönen Ausstattung gesellt sich eine überaus lebenstreue Darstellung.“.
Die Villacher Zeitung verortete hier ein „vorzügliches, äußerst spannendes Kriminaldrama.“.